# Willemien Brom-Struick
Wilhelmina Jacoba (Willemien) Brom-Struick (Harlingen, 6 maart 1877 – Wijchen, 26 juli 1958) was een Nederlands spraaklerares, alsmede een publiciste en verzamelaar van dansen en liederen.

## Biografie

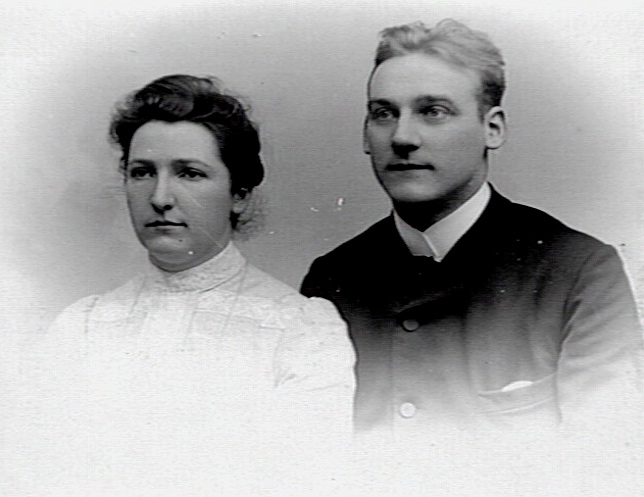
Het echtpaar Brom-Struick

Struick was gehuwd met Gerard Brom (1882-1959), hoogleraar aan de toenmalige Katholieke Universiteit Nijmegen.
Brom-Struick maakte deel uit van de katholieke Heemvaartbeweging die pleitte voor het beoefenen van klassieke volksdansen in plaats van de wereldse en decadente moderne dansen als foxtrot en charleston. Specifiek deed zij dit in artikelen in De Beiaard en het Tijdschrift voor Zielkunde en Opvoedingsleer.
In 1930 trad Brom-Struick toe tot de directie van het Nederlands Instituut voor Volksdans en Volksmuziek (NIV) die ging ijveren voor de verspreiding van reidansen.
Brom-Struick heeft, naast anderen, veel invloed gehad op de in Nederland beoefende volksdansen. Nog steeds worden door haar beschreven dansen uitgevoerd door lokale volksdansverenigingen.